# Morro das Pedras (Belo Horizonte)
Morro das Pedras é um bairro da região administrativa do Oeste, na cidade brasileira de Belo Horizonte, em Minas Gerais.